# Тройден
Тройден (? — бл. 1282) — великий князь литовський (1270—1282) в місті Новогрудку, за легендами син князя Віда.

## Прихід до влади

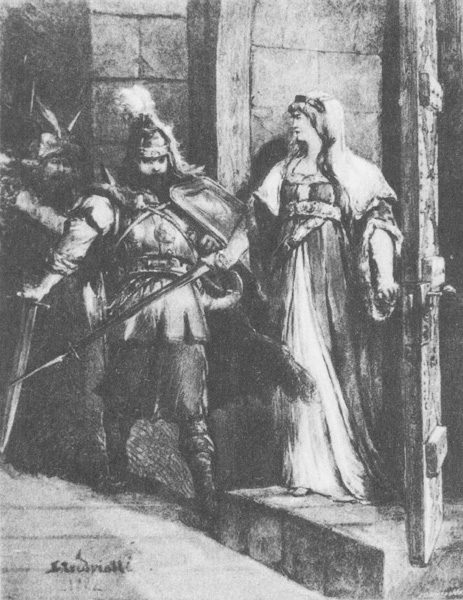
Зустріч Тройдена з його майбутньою дружиною, княжною мазовецькою Анною

Після убивства Міндовга в Литві боролися дві партії — національно-язичницька і руська християнська. Перша хотіла зберегти литовську релігійну та національну самобутність, друга — орієнтувалась на християнське Руське королівство й спиралось на руський елемент в литовській державі. Одним із затятих представників національної литовської партії був Тройден. Він став правити Литвою після смерті Великого князя Литовського Шварна Даниловича.

## Князювання
Усе його князювання пройшло у безперервній боротьбі за корінні литовські звичаї. Він завзято відбивав домагання руських князів на Велике князівство Литовське, захищаючи кордон з боку Волині поселенням у містах колоністів прусько-литовського племені. Під кінець його життя Лівонський орден підпорядкував собі Земголу. Хрестоносці остаточно придушили повстання пруссів, змусивши їх або остаточно підкоритися, або ж втікати з батьківщини; польські князі опанували ту частину ятвязької землі, яка не була ще підкорена волинянами. Наступникам Тройдена з чималими зусиллями вдалося повернути Литовському князівству колишню єдність. Це було, значною мірою зроблено ціною ослаблення литовського національного начала, яке підтримував Тройден.

## Родина
- Дружина: Анна Мазовецька.
- Діти:
  - Римунт, інакше Роман[1], прийняв постриг та став монахом під ім'ям «Лавр».
  - Гавдемунда (у католицтві Софія) — перша дружина князя Болеслава ІІ Мазовецького, матір Земовита II[2]